# 吴禄 (明朝)
吴禄。字宾竹，南直隶苏州府吴江县（吴江别称松陵，今江苏省苏州市吴江区）人，明朝医家。
吴禄著有著《食品集》两卷，刊行于嘉靖十六年（1537年），是一部食療专著，内容多和薛己《食物本草》相同。“附录”部分专讲饮食之宜忌，比如五脏所补、五脏所伤、五脏所禁、五味所宜、五谷以养五臟，以及食物相反，妊娠忌食等事项，用来指导选用食物。此书曾有許應元三人为之作序，简要提到吴禄生平。吴禄曾任吴江县训导，还在辽东军中任职, 有谋略。